# Hauterive (Orne)
Hauterive is een gemeente in het Franse departement Orne (regio Normandië) en telt 374 inwoners (1999). De plaats maakt deel uit van het arrondissement Alençon.

## Geografie
De oppervlakte van Hauterive bedraagt 6,9 km², de bevolkingsdichtheid is 54,2 inwoners per km².
De onderstaande kaart toont de ligging van Hauterive (Orne) met de belangrijkste infrastructuur en aangrenzende gemeenten.

## Demografie
Onderstaande figuur toont het verloop van het inwonertal (bron: INSEE-tellingen).